# Kosermühle
Kosermühle ist ein Gemeindeteil des Marktes Marktleugast im Landkreis Kulmbach (Oberfranken, Bayern). Kosermühle liegt in der Gemarkung Marktleugast.

## Geografie
Der Weiler liegt am Großen Koserbach. Eine Gemeindeverbindungsstraße führt nach Weickenreuth (0,6 km südöstlich) bzw. zur Bundesstraße 289 (0,7 km westlich).

## Geschichte
Gegen Ende des 18. Jahrhunderts bestand Kosermühle aus einem Anwesen. Das Hochgericht übte das bambergische Centamt Marktschorgast aus. Das Kastenamt Stadtsteinach war Grundherr der Mahl- und Schneidmühle. Kosermühle erhielt bei der Vergabe der Hausnummern die Nr. 101 von Marktleugast.
Mit dem Gemeindeedikt wurde Kosermühle dem 1811 gebildeten Steuerdistrikt Marktleugast und der im selben Jahr gebildeten Ruralgemeinde Marktleugast zugewiesen.

### Einwohnerentwicklung
| Jahr      | 001818 | 001819 | 001861 | 001871 | 001885 | 001900 | 001925 | 001950 | 001961 | 001970 | 001987 |
| Einwohner |        | *      | 7      | 10     | 10     | 12     | 7      | 17     | 16     | 11     | 15     |
| Häuser    | 1      |        |        |        | 1      | 1      | 1      | 2      | 3      |        | 3      |
| Quelle    | [ 7 ]  | [ 10 ] | [ 11 ] | [ 12 ] | [ 13 ] | [ 14 ] | [ 15 ] | [ 16 ] | [ 17 ] | [ 18 ] | [ 1 ]  |

## Religion
Kosermühle ist katholisch geprägt und nach Mariä Heimsuchung in Marienweiher gepfarrt.